# Groß Schacksdorf
Groß Schacksdorf (niedersorbisch Tśěšojce) ist ein Ortsteil der Gemeinde Groß Schacksdorf-Simmersdorf im Landkreis Spree-Neiße in Brandenburg. Bis zur Zusammenlegung mit der Gemeinde Simmersdorf am 31. Dezember 2001 war Groß Schacksdorf eine eigenständige Gemeinde, die vom Amt Hornow/Simmersdorf verwaltet wurde.

## Lage
Groß Schacksdorf liegt in der Niederlausitz, rund sechs Kilometer südlich des Stadtzentrums von Forst (Lausitz) und sechs Kilometer vor der Grenze zu Polen. Die Gemarkung grenzt im Norden an Forst mit Domsdorf, im Osten an Groß Bademeusel, im Süden an Preschen, im Südwesten an Jocksdorf und im Westen an Simmersdorf. Zum Ortsteil Simmersdorf gehört der bewohnte Gemeindeteil Waldsiedlung. Im Süden und Osten der Gemarkung von Groß Schacksdorf liegen mehrere Teiche.
Groß Schacksdorf liegt an der Kreisstraße 7109 von Simmersdorf nach Forst. Die Bundesstraße 115 liegt zwei Kilometer westlich des Ortes. Durch den nordöstlichen Gemarkungsteil von Groß Schacksdorf verläuft die Bundesautobahn 15, deren nächstgelegene Anschlussstelle Forst ist vier Kilometer entfernt. Südlich der Waldsiedlung liegt der ehemalige Militärflugplatz Preschen.

## Geschichte

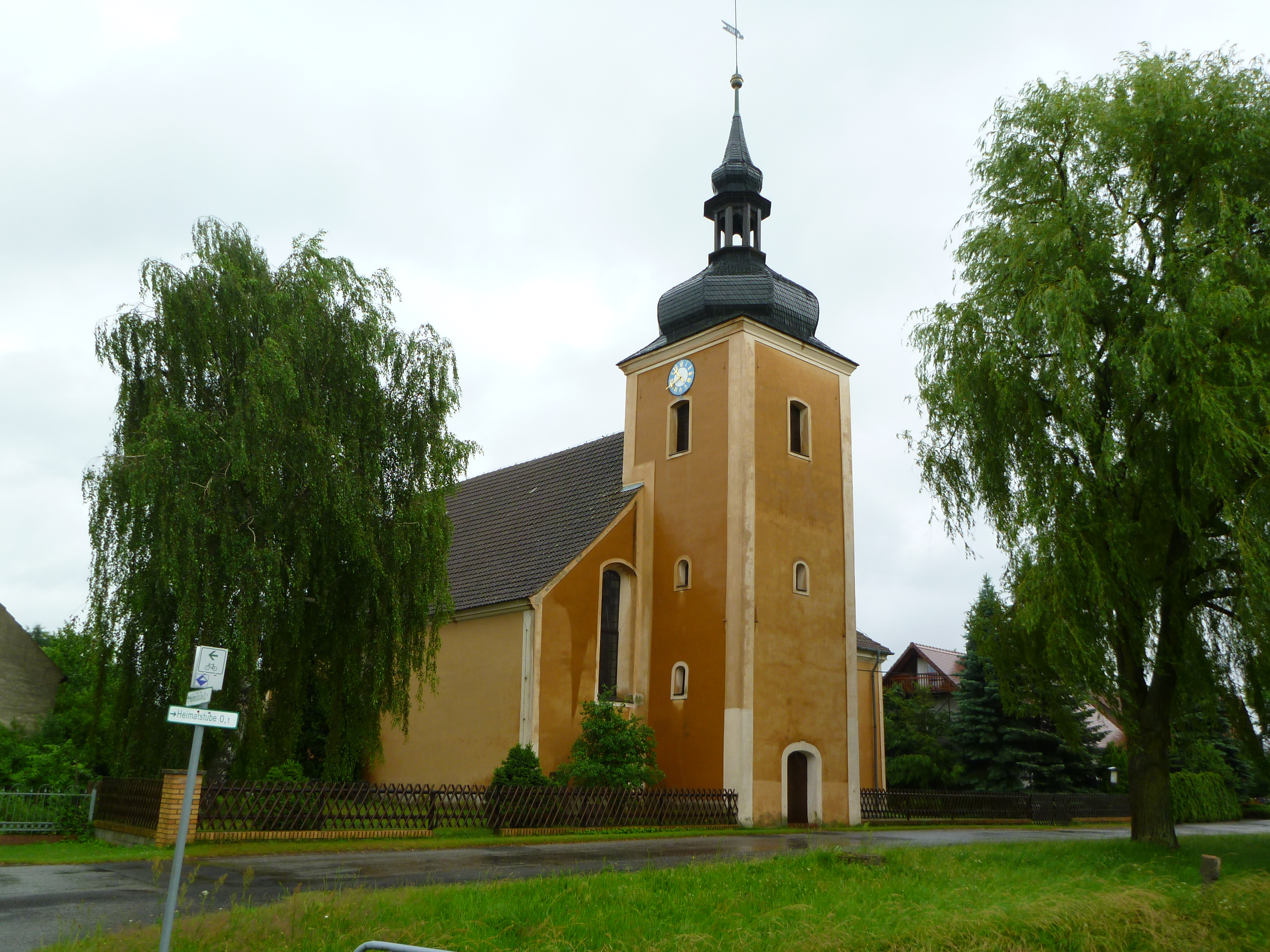
Dorfkirche Groß Schacksdorf

Groß Schacksdorf wurde erstmals 1346 in den Meißner Bistumsartikeln als „Czechsdorff“ urkundlich belegt. Der Ortsname leitet sich vom sorbischen Vornamen „Tschech“ ab. Der Namenszusatz „Groß“ diente zur Unterscheidung zum heute in Polen liegenden Strzeszowice, dessen deutscher Ortsname „Tzschacksdorf“ lautet. Groß Schacksdorf war ursprünglich ein Vasallendorf der Herrschaft Forst und gehörte somit zum Gubenischen Kreis. Während des Dreißigjährigen Krieges wurde die Dorfkirche von Groß Schacksdorf, die im 14. Jahrhundert erbaut wurde, zerstört. Zwischen 1719 und 1721 erfolgte der Neuaufbau auf den Grundmauern der alten Kirche. Nach dem Prager Frieden kam Groß Schacksdorf im Jahr 1635 an das Kurfürstentum Sachsen.
Das Gutshaus in Groß Schacksdorf wurde im 18. Jahrhundert als zweigeschossiger Putzbau mit einem Walmdach errichtet. Gegenüber dem Gutshaus befindet sich ein Raubrittertor mit drei Trophäen, die Kopien der Originalen des Tores vom Gutshof in Klinge sind.
1806 wurde das Kurfürstentum Sachsen zum Königreich erhoben. Nach der auf dem Wiener Kongress beschlossenen Teilung des Königreiches Sachsen kam Groß Schacksdorf an das Königreich Preußen und gehörte dort zum Regierungsbezirk Frankfurt der Provinz Brandenburg. Bei der Verwaltungsreform von 1816 wurde die Gemeinde dem Landkreis Sorau zugeordnet. Um das Jahr 1840 hatte Groß Schacksdorf 495 Einwohner in 76 Gebäuden. Zum Ort gehören zudem eine Kolonie, ein Vorwerk, eine Ziegelei, zwei Windmühlen und eine abgelegene Häuslerstelle. Die Ziegelei befand sich im Norden der Gemarkung am heutigen Graben 18. 1864 hatte Groß Schacksdorf 559 Einwohner. Bei der Volkszählung vom 1. Dezember 1871 lebten in der Landgemeinde Groß Schacksdorf 485 Einwohner in 105 Familien und einem Einzelhaushalt. Von den Einwohnern waren 236 männlich und 249 weiblich; 106 Einwohner waren Kinder unter zehn Jahren. Der Gutsbezirk „Gut Groß Tzschacksdorf“ hatte zu diesem Zeitpunkt 86 Einwohner, davon 44 Männer und 42 Frauen und 15 Kinder unter zehn Jahren.

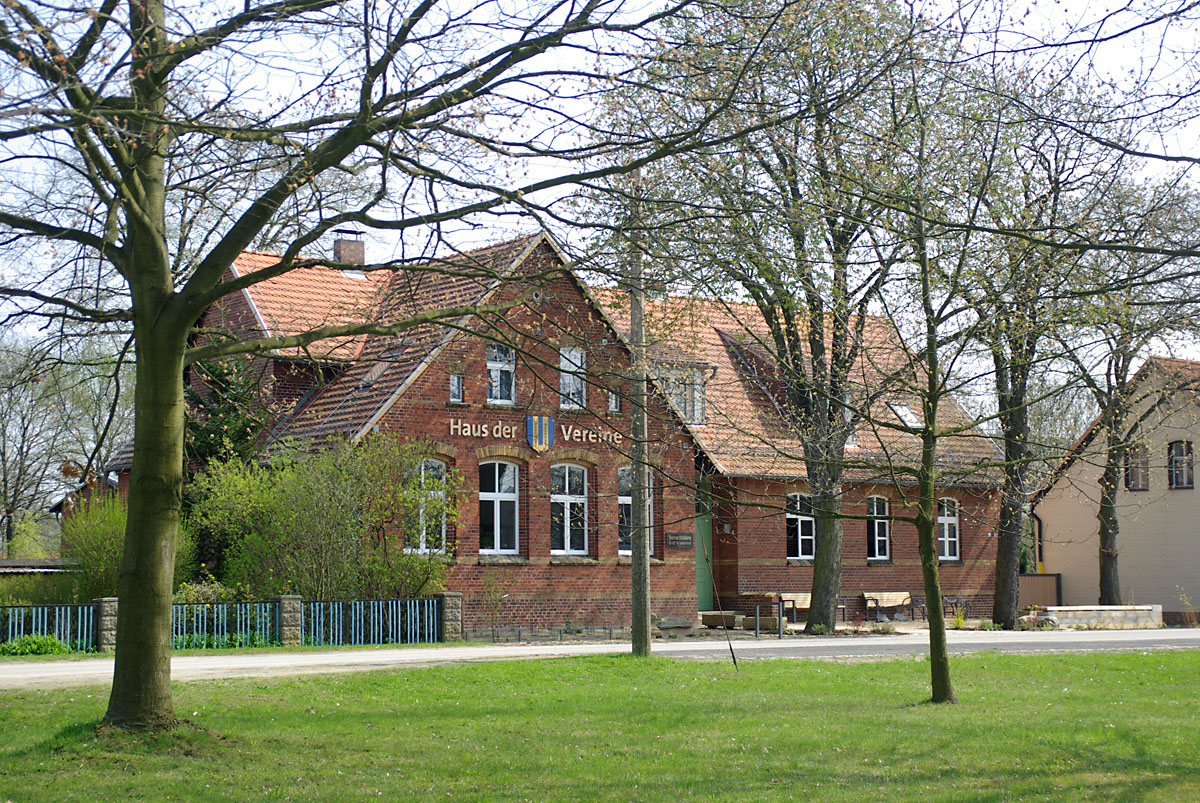
Alte Dorfschule und heutige Heimatstube

Ab 1874 gehörte Groß Schacksdorf dem Amtsbezirk Simmersdorf an. 1884/85 waren laut Arnošt Muka 50 der 548 Einwohner Sorben, was einem Anteil von neun Prozent entsprach. Zwischen 1903 und 1905 wurde in Groß Schacksdorf eine Dorfschule eingerichtet. Bei der Volkszählung am 1. Dezember 1910 hatten die Landgemeinde Groß Schacksdorf 478 und der Gutsbezirk 35 Einwohner. Der Gutsbezirk wurde 1928 aufgelöst und in die Landgemeinde eingegliedert. Bis zum 18. Oktober 1937 lautete die amtliche Schreibweise des Ortsnamens Groß Tzschacksdorf, diese wurde von den Nationalsozialisten geändert, um den sorbischen Ortsnamensursprung zu verwischen. Während des Zweiten Weltkrieges wurde die Dorfkirche stark beschädigt. Nach Kriegsende verblieb Groß Schacksdorf im zunächst in der Sowjetischen Besatzungszone weiter bestehenden Landkreis Sorau, nach dessen Auflösung am 1. April 1946 wurde Groß Schacksdorf in den Landkreis Cottbus umgegliedert. Ab 1947 gehörte der Landkreis Cottbus zum Land Brandenburg. Seit 1949 lag der Ort in der DDR. Bei der Verwaltungsreform am 25. Juli 1952 wurden die Länder in der DDR aufgelöst und die Landkreise neu strukturiert. Dabei wurde Groß Schacksdorf dem Kreis Forst im Bezirk Cottbus zugeordnet.
Ebenfalls 1952 wurde der Unterricht in der Dorfschule eingestellt. Bis 1953 wurde die im Krieg beschädigte Kirche wieder instand gesetzt. Ab 1954 entstand südlich von Groß Schacksdorf eine Plattenbausiedlung unter dem Namen Groß Schacksdorf-Ost als Wohnzone für den Flugplatz Preschen. 1956 hatte nur noch einer von 610 Einwohnern Sorbischkenntnisse. Nach der Wiedervereinigung lag Groß Schacksdorf zunächst im Landkreis Forst in Brandenburg und schloss sich 1992 zur Erledigung seiner Verwaltungsgeschäfte dem Amt Hornow/Simmersdorf an. Der Landkreis Forst ging am 6. Dezember 1993 im neuen Landkreis Spree-Neiße auf. Am 31. Dezember 2001 fusionierte die Gemeinde Groß Schacksdorf mit Simmersdorf zu der neuen Gemeinde Groß Schacksdorf-Simmersdorf. Das Amt Hornow/Simmersdorf wurde am 5. März 2003 aufgelöst, nachdem die Einwohnerzahl unter die für ein Amt erforderliche Mindesteinwohnerzahl gefallen war. Die Gemeinde Groß Schacksdorf-Simmersdorf wurde daraufhin dem Amt Döbern-Land angegliedert. 2012 wurde Groß Simmersdorf-Ost in Waldsiedlung umbenannt.

## Bevölkerungsentwicklung
| Jahr | Einwohner |
| ---- | --------- |
| 1875 | 562       |
| 1890 | 486       |
| 1910 | 513       |

| Jahr | Einwohner |
| ---- | --------- |
| 1925 | 489       |
| 1933 | 471       |
| 1939 | 464       |

| Jahr | Einwohner |
| ---- | --------- |
| 1946 | 567       |
| 1950 | 571       |
| 1964 | 1.300     |

| Jahr | Einwohner |
| ---- | --------- |
| 1971 | 1.287     |
| 1981 | 1.343     |
| 1985 | 1.327     |

| Jahr | Einwohner |
| ---- | --------- |
| 1989 | 1.378     |
| 1995 | 1.221     |
| 2000 | 1.153     |

Gebietsstand des jeweiligen Jahres, ab 1964 mit der Waldsiedlung

## Sehenswürdigkeiten
- Gedenkstein „Zum toten Mann“

## Persönlichkeiten
- Christoph Gabriel Fabricius (1684–1757), sorbischer lutherischer Theologe
- Heinrich Sigismund von der Heyde (1703–1765), preußischer Offizier und Festungskommandant
- Paul Thumann (1834–1908), Illustrator und Porträtmaler
- Max Bär (1855–1928), Historiker

## Nachweise
1. ↑  Fakten und Zahlen. In: amt-doebern-land.de. Amt Döbern-Land, abgerufen am 11. August 2021.
2. ↑  Eintrag „Tśěšojce“ in der niedersorbischen Ortsnamendatenbank auf dolnoserbski.de
3. ↑  Reinhard E. Fischer: Die Ortsnamen der Länder Brandenburg und Berlin: Alter – Herkunft – Bedeutung. be.bra Wissenschaft, 2005, S. 149.
4. ↑  Topographisch-statistische Uebersicht des Regierungs-Bezirks Frankfurt a. d. O. Gustav Harnecker’s Buchhandlung, Frankfurt a. O. 1844, S. 204 (online).
5. ↑  Königliches Statistisches Bureau: Die Gemeinden und Gutsbezirke des Preußischen Staats und ihre Bevölkerung. Teil II: Provinz Brandenburg, Berlin 1873, S. 230f., Nr. 136 (online), und S. 234f., Nr. 238 (online).
6. ↑  Ernst Tschernik: Die Entwicklung der sorbischen Bevölkerung. Akademie-Verlag, Berlin 1954
7. ↑  Herzlich willkommen im Amt Döbern-Land. (PDF; 699 kB) Simmersdorf. Amt Döbern-Land, Juni 2015, abgerufen am 20. August 2017.
8. ↑  Historisches Gemeindeverzeichnis des Landes Brandenburg 1875 bis 2005. (PDF; 331 KB) Landkreis Spree-Neiße. Landesbetrieb für Datenverarbeitung und Statistik Land Brandenburg, Dezember 2006, abgerufen am 23. August 2020.